# Casa de la Cultura Antonio Machado
Institución dedicada al fomento y difusión de la cultura y las artes ubicada en la ciudad de Guatire, Municipio Zamora del Estado Miranda.

## Orígenes
Tiene su origen en la Sociedad Cultural de Guatire, fundada en los años cuarenta del siglo XX por intelectuales guatireños. Posteriormente, un grupo de ellos (Jesús María Sánchez, Saturnino Ascanio, Jesús Milano, Guido Acuña, Ángel María Daló y César Gil) funda la institución, con el nombre de Casa de la Cultura del Estado Miranda, el 20 de octubre de 1965.

## Desarrollo
Fue, junto con el Centro de Educación Artística Andrés Eloy Blanco, las principales instituciones dedicadas al fomento y difusión cultural en la ciudad de Guatire. También fomentaba las expresiones folclóricas y tradicionales como Parranda de San Pedro, Parranda de San Juan, entre otras. Contó con la Galería de Arte "Vicente Emilio Sojo", con exposiciones de artistas locales como Néstor Ibarra, Jhonny Reales, Angel Castro, entre otros. También puso en funcionamiento la primera biblioteca pública de Guatire, la Biblioteca Popular "Elías Calixto Pompa". En 1989, una Asamblea de Miembros le cambia el nombre por el actual, en honor al músico guatireño Antonio Machado Blanco.
Sus presidentes, en 42 años, han sido: Jesús María Sánchez, Guido Blanco, Nelson Naspe, Leopoldo Cook, César Martínez y Manuel Tejada.

## Perspectivas futuras
El gobierno del Municipio Zamora ha iniciado la construcción (2007) de la sede de esta institución, la cual será la segunda infraestructura cultural más importante del estado Miranda. 